# Papa Joan V
|  | Aquest article tracta sobre el papa de Roma. Si cerqueu altres papes i patriarques, vegeu «Joan V». |

Joan V (Antioquia?, ? - Roma, 2 d'agost del 686) va ser papa de l'Església Catòlica del 685 al 686.
Nascut potser a Síria, de la província d'Antioquia i fill de Ciríac. Diaca en època d'Agató, va ser un dels legats al VI Concili Ecumènic, celebrat a Constantinoble el 680-681, on es va condemnar la doctrina monoteleta. Va tornar a Roma el juliol del 682, amb els documents oficials del concili. Va destacar tant, que va obtenir favors de l'emperador Constantí IV Pogonat: la reducció d'impostos al patrimoni papal de Sicília i Calàbria, i en general les càrregues fiscals que patia l'Església. També va estar present en l'elecció del Papa Lleó II.
Elegit papa a la basílica de Sant Joan del Laterà i sense haver d'esperar a la confirmació imperial, abolida per l'emperador, va succeir de manera immediata Benet II i va ser consagrat el 23 de juliol del 685. El seu pontificat es va veure marcat per una malaltia greu, raó per la qual no va poder realitzar moltes obres. Va recobrar les consagracions de les esglésies de Sardenya, recuperant Roma la potestat de nomenar els bisbes de l'illa, que s'havia cedit anteriorment a l'arquebisbe de Càller, en època de Gregori el Gran. Conegut per ser una persona de coneixements i generosa, va fer diverses donacions als pobres, fent una despesa total de 1900 sòlids entre el clergat i els diaques, perquè ajudessin els més necessitats.
Finalment va morir a causa de la malaltia que patia, el 2 d'agost del 686. Va ser enterrat a la basílica de Sant Pere del Vaticà.